# Biografielijst Sb

## Sba

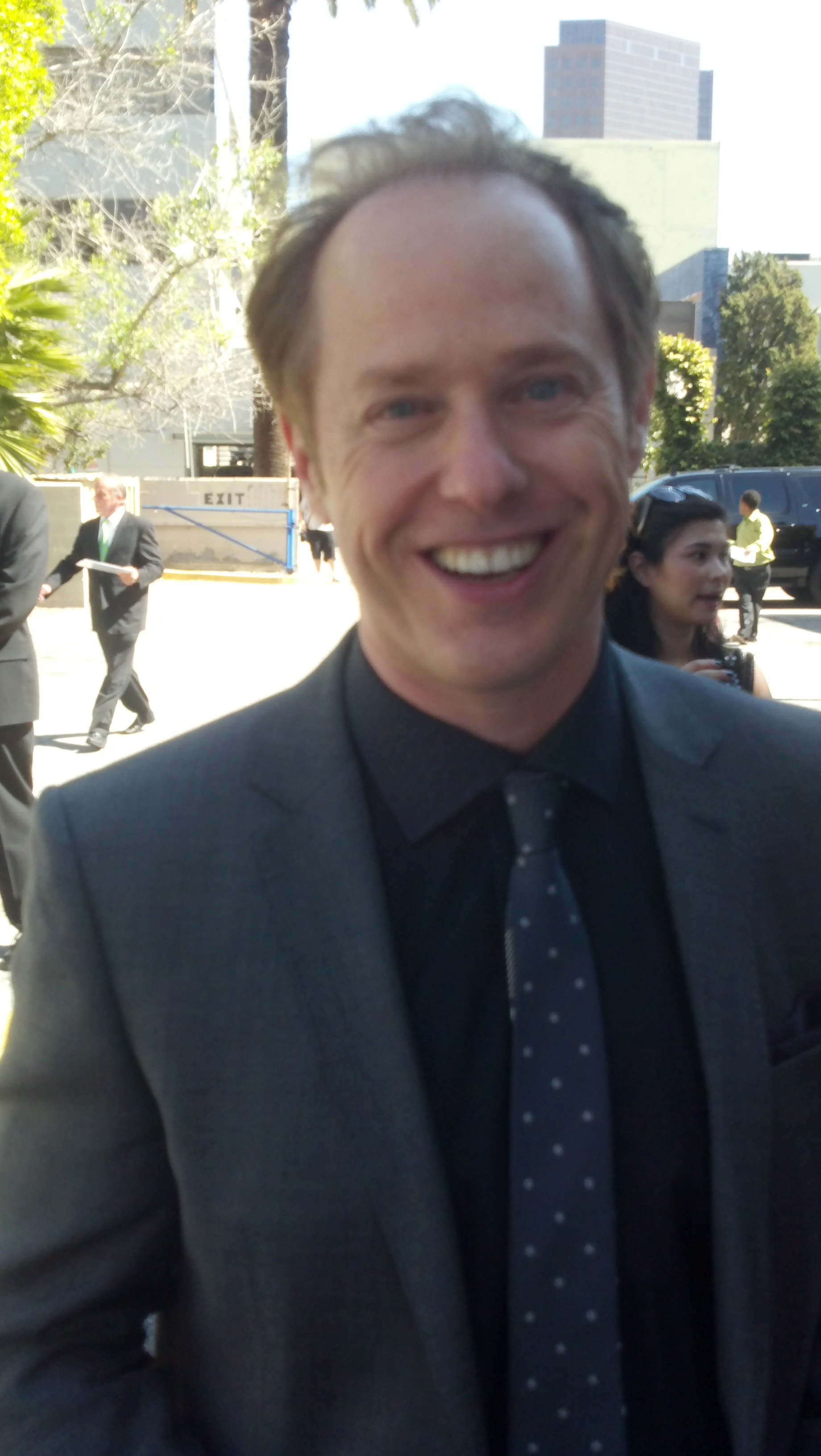
Raphael Sbarge 2012

- Ismaïl Sbaï (1980), Marokkaans autocoureur
- Raphael Sbarge (1964), Amerikaans acteur
- Francesco Zefferino Sbarro (1939), Zwitsers auto-ontwerper

## Sbi
- Mohamed Sbihi (1988), Brits roeier